# Riu Cardrona
El  riu Cardrona  es troba a Otago a l'Illa del Sud de Nova Zelanda. És un dels primers afluents del riu Clutha, que només es troba a 5 km de l'origen d'aquest últim a la sortida del llac Wanaka.
El riu Cardrona flueix cap al nord per 40 km per la forta i estreta vall de Cardrona, que també és la ubicació d'una de les carreteres més notòriament difícils de Nova Zelanda, la ruta Crown Range.